# Јелисавета Вељковић
Јелисавета Вељковић (Равна Гора, 18. јул 1904 — Београд, 20. октобар 2016) била је најстарија жива особа у Србији у периоду између 2011. и 2016. године, и још увек важи за најстарију потврђену особу у историји Србије.

## Биографија
Јелисавета је рођена под именом Виценција Куфнер, 18. јула 1904. у селу Равна Гора у Хрватској (тада део Аустроугарске монархије), као друго од седморо деце у италијанско-аустријској породици. Завршила је пет разреда основне школе, а волела је и школу и очев шнајдерај. Целог свог живота сећала се страхота Првог светског рата, који је провела у свом завичају. Ипак, одлучила је да дође у Београд. Са 16 година први пут је крочила на београдску калдрму, тек обновљену после Првог светског рата. Као први велики догађај у новом граду Виценција је запамтила венчање краља Александра Карађорђевића са румунском принцезом Маријом. Становала је са пријатељицама, а преко пута ње становао је млади декоратер Народног позоришта, Станислав Вељковић. За њега се удала 1924. године када је имала 20 година. Венчали су се у цркви Светог Марка у Београду. Удајом за Станислава, Виценција је прихватила православље и добила ново име, Јелисавета Вељковић. Изродила је 12 деце: Славко (рођен 1928), Димитрије – Мита (1939), Зора (1931), Милена – Беба (1932), Мирјана (1934) Бранка (1936) и Олгица (1946).
Њен супруг је преминуо 1983. године. Од смрти свог мужа, оперисала је катаракту због чега није смела гледати телевизију. До 2013. године је читала молитвеник. У последњим годинама живота није могла да чита новине због слабог вида. За њену дуговечност је наводно заслужна генетика. Њена тетка је умрла у доби од 103 године, а ујак у доби од 104 године. Свако јутро је устајала у седам сати. Трвдила је како "добро спава, помало шета, а једе све". Живела је у општини Савски Венац, који је у саставу града Београда. Непрестано је била окружена иконама и црквеним књигама. Једнако се молила Богу за децу која су живела у Србији, као за три кћерке и сина у Канади.
Јелисавета је преминула 20. октобра 2016. у општини Савски Венац у Београду. Преминула је у доби од 112 година и 94 дана. У тренутку смрти, имала је седморо деце, десеторо унучади, 13 праунучади и једну чукунунуку.
Она поред тога што је била најстарија жива особа у Србији, још увек држи рекорд за најстарију потврђену особу која је икада рођена на подручју Хрватске и најстарију особу која је икада умрла у Србији.